# Digimon Savers
Digimon Savers (デジモンセイバーズ?, Dejimon Seibāzu), conosciuta anche come Digimon Data Squad nel doppiaggio inglese, è la quinta serie anime basata sul media franchise giapponese Digimon, trasmessa prima nel 2006 dalla Fuji TV in Giappone e poi nel 2007 da Jetix (ora Disney XD) negli Stati Uniti d'America. In Italia la serie è stata pubblicata in versione sottotitolata su Crunchyroll il 1º agosto 2024. Alla serie sono inoltre correlati due film, intitolati Ultimate Power! Activate Burst Mode!! e The Digital World in Imminent Danger! Savers è stata prodotta tre anni dopo l'ultima serie dedicata all'universo di Digimon, Digimon Frontier, nel 2002.
Contrariamente alle serie Digimon precedenti, mandate in onda negli Stati Uniti nell'autunno dello stesso anno della loro distribuzione giapponese, tra la trasmissione giapponese e quella inglese ci fu uno iato di diciotto mesi, i quali portarono a dubitare che la serie potesse essere ridoppiata. Non molto tempo dopo la scoperta di un annuncio sul sito web della Toei Animation, studio di produzione della serie, il quale riportava i nomi "inglesi" di alcuni personaggi ed il titolo della serie, la rete ABC, di proprietà della Disney, annunciò di aver firmato un accordo con la Toei Animation per licenziare la serie. Il 4 maggio, il regista delle precedenti serie Digimon Jeff Nimoy confermò che sarebbe tornato a dirigere la serie, annunciandone ufficialmente il titolo in lingua inglese e rivelando la maggior parte dei doppiatori che avrebbero formato il cast principale della serie. Savers, con il nome Digimon Data Squad, ha debuttato su Jetix il 1º ottobre 2007 alle 20:30 e successivamente ha cominciato ad essere trasmessa anche sul canale Kix nel Regno Unito.
Il Digivice utilizzato in questa serie è il Digivice iC e successivamente la sua versione aggiornata, il Digivice Burst. Questa serie è la prima in cui il protagonista non indossa le classiche lenti da aviatore ed in cui tutti i Digimon dei personaggi principali digievolvono allo stesso livello. È inoltre la seconda serie in cui la battaglia finale viene combattuta nel mondo reale contro un'entità non appartenente alla specie dei Digimon; la prima a seguire questo schema fu infatti Digimon Tamers. Contrariamente alle precedenti stagioni, Digimon Savers adottò diversi cambiamenti radicali nel design dei personaggi, accantonando lo stile di animazione sempre utilizzato precedentemente in favore di un'animazione bishōnen/bishōjo simile a quella utilizzata in Zatch Bell!, YuYu Hakusho o Naruto. Inoltre, secondo l'autore della serie Ryota Yamaguchi, questa serie mira a coinvolgere un gruppo di età più ampio, compresi gli adolescenti tra i sedici e i ventun anni, senza tuttavia essere una serie passatempo. È questa la ragione per cui i personaggi della serie sembrano più grandi (variando tra adolescenti e adulti) e la storia assume un tono molto più cupo rispetto alle serie precedenti. Inoltre, lo sponsor di Digimon, la Bandai, per fare presa anche sui vecchi fan del franchise richiese l'apparizione di un Digimon proveniente dalle serie precedenti: la scelta ricadde su Agumon.

## Trama
Masaru Daimon, ragazzo quattordicenne ed imbattuto guerriero di strada, incontra Agumon, appena scappato dalla DATS, ovvero un'organizzazione governativa segreta il cui scopo è quello di difendere il mondo umano dall'invasione di Digimon selvaggi. Dopo essersi affrontati, Masaru ed Agumon diventano velocemente amici e, dopo una serie di eventi, entrano a far parte della DATS, in cui sperano di diventare più forti.
Tra i compagni di squadra di Masaru ci sono il quattordicenne Touma H. Norstein, giovane prodigio, con il suo partner Gaomon e la diciottenne Yoshino Fujieda, la cui partner è Lalamon. Con il proseguire della serie, Touma scopre che i Digimon reagiscono all'"oscurità" che si cela negli esseri umani, trovandosi insieme ai suoi compagni di squadra a dover fare i conti con mostri che cercano di sfruttare i vizi degli esseri umani per incrementare il proprio potere.
La trama si sviluppa con l'introduzione di Mercurimon, uno dei sovrani di Digiworld, il mondo parallelo dove vivono tutti i Digimon, e del ragazzo umano Ikuto Noguchi, servo di Mercurimon insieme al suo fidato Digimon partner Falcomon. La squadra della DATS prova a comprendere le ragioni del loro odio per l'umanità finché non viene rivelato che il vero nemico è Akihiro Kurata, uno scienziato che anni prima condusse un attacco diretto su Digiworld che portò alla morte di diversi Digimon, inclusa Frigimon, la madre adottiva di Ikuto.
Kurata ottiene il supporto del governo giapponese e di un importante uomo d'affari quale è il padre di Touma per portare a termine il suo piano di distruggere tutti i Digimon di Digiworld, affermando che essi costituiscono una minaccia per l'umanità: tuttavia, tutto questo rappresenta solo una facciata per nascondere il suo vero obiettivo. Lo scienziato, infatti, raccoglie l'energia dei Digimon distrutti da lui e dai suoi uomini per potenziare Belphemon, uno dei Sette Grandi Signori Demoniaci, pianificando di utilizzare il potentissimo Digimon per dominare il mondo umano (e anche quello digitale); tuttavia, le sue ambizioni vengono spazzate via dagli sforzi di Masaru e dei suoi compagni di squadra.
L'ultima azione di Kurata è quella di innescare una bomba che causa il collasso della barriera che divide il mondo umano e quello digitale, immettendo entrambi in rotta di collisione, avvenimento che potrebbe portare alla totale distruzione di entrambe le dimensioni. La collisione viene temporaneamente fermata dagli sforzi disperati di BanchoLeomon, il quale ordina a Masaru di cercare Yggdrasil, la divinità di Digiworld. Quando la squadra della DATS incontra finalmente Yggdrasil, scopre che il suo piano per gestire la crisi scatenatasi consiste nel proteggere Digiworld causando la distruzione del mondo umano, poiché due mondi non possono coesistere nella stessa dimensione. Infatti, la divinità affida questo compito ai suoi guerrieri migliori: i Cavalieri Reali (Craniummon, Gallantmon, Magnamon, Dynasmon, Crusadermon, UlforceVeedramon, Duftmon e Omnimon).
Masaru è inizialmente confuso dai nuovi nemici poiché in qualche modo Yggdrasil ha lo stesso aspetto fisico di suo padre, il dottor Suguru Daimon, scomparso a Digiworld anni prima. Successivamente viene rivelato che Yggdrasil si è impadronito del corpo del padre di Masaru e che la sua anima è stata invece protetta da BanchoLeomon, Digimon partner di Suguru anni prima. Dopo aver sconfitto alcuni Cavalieri Reali, la squadra della DATS decide di affrontare Yggdrasil stesso, il quale, dopo essere stato espulso dal corpo di Suguru Daimon, si trasforma in una potentissima forma dall'aspetto robotico determinata a distruggere il mondo umano con le sue mani.
Anche quando i Cavalieri Reali si ribellano contro Yggdrasil la divinità si rifiuta di lasciare perdere il suo obiettivo, provando a distruggere entrambi i mondi con il proposito di crearne poi uno nuovo. Tuttavia, utilizzando le loro emozioni, Masaru e Agumon riescono infine a sconfiggere Yggdrasil ed i due mondi cessano di essere in collisione. Prima di sparire Yggdrasil riporta in vita Suguru Daimon e lo restituisce alla sua famiglia; tuttavia, i Digimon decidono tutti di ritornare a Digiworld per aiutare a ripristinarlo. Masaru capisce di non potersi separare da Agumon così presto e così decide di andare con loro.
Cinque anni dopo Ikuto e Chika, la sorella minore di Masaru, frequentano insieme la scuola. Touma riesce infine a trovare una cura per la malattia di sua sorella Relena e diventa il più giovane scienziato ad aver vinto il premio Nobel, all'età di diciannove anni. Yoshino, invece, si è unita al corpo di polizia insieme a tutti gli altri membri della DATS. Masaru e Agumon, infine, sono diventati dei portatori di pace a Digiworld, interrompendo frequenti rivalità tra fazioni rivali di Digimon.

## Episodi
Sono stati trasmessi quarantotto episodi di Digimon Savers sul canale Fuji TV in Giappone dal 2 aprile 2006 al 25 marzo 2007.
La serie venne trasmessa successivamente sul blocco Jetix di Toon Disney negli Stati Uniti d'America e terminò il 1º novembre 2008, tredici mesi dopo il primo episodio, andato in onda il 1º ottobre 2007. Inoltre, la serie è andata in onda nel Regno Unito sul canale Kix dal 15 marzo 2010.
In Germania, invece, fu trasmessa sul canale RTL 2 dal 30 novembre 2007 al 14 febbraio 2008.
In Brasile il canale Rede Globo ha trasmesso i primi venti episodi della serie dal 10 agosto 2009, ma fu interrotta e mai più ripresa. La versione latino-americana dell'anime venne trasmessa per la prima volta da Disney XD dal 15 febbraio 2010 al 22 febbraio 2011.
In Italia la serie è stata pubblicata Il 1° agosto 2024 su Crunchyroll in lingua originale con i sottotitoli.

## Personaggi
- Masaru Daimon (大門 大?, Daimon Masaru): personaggio principale della serie, Masaru Daimon è il figlio del ricercatore Suguru Daimon, scomparso dieci anni prima nella misteriosa dimensione nota come Digiworld. Forte e diretto, Masaru si definisce "il combattente di strada numero uno in Giappone". Dopo aver incontrato Agumon, ne diventa il partner umano dopo aver ricevuto il suo Digivice da un uomo misterioso, Hiroshi Yushima. Masaru e Agumon poco dopo diventano membri effettivi della DATS per poter affrontare avversari più forti e potenti. Durante il prosieguo della serie, tuttavia, Masaru troverà molti altri motivi per combattere. È doppiato in originale da Soichiro Hoshi.
- Agumon (アグモン?) è il Digimon partner di Masaru Daimon. È doppiato in originale da Taiki Matsuno.
- Touma H. Norstein (トーマ・H・ノルシュタイン?, Tōma H. Norushutain) Touma H. Norstein è un ragazzo per metà giapponese e per metà austriaco ed in passato è stato un bambino prodigio. Pugile di livello olimpionico, è un membro fondamentale della squadra della DATS. Quando Masaru si unisce alla DATS, Touma si trova in Europa: quando i due infine si incontrano, si trovano in disaccordo su tutto. Tuttavia, i due con il tempo superano le loro difficoltà e diventano compagni di squadra fissi. Il Digimon partner di Touma è Gaomon, Digimon leale e guerriero concentrato e serio. È doppiato in originale da Hirofumi Nojima.
- Gaomon (ガオモン?) è il Digimon partner di Touma H. Norstein. È doppiato in originale da Kazuya Nakai.
- Yoshino Fujieda (藤枝 ヨシノ?, Fujieda Yoshino) Yoshino è il secondo membro della squadra principale ed il suo membro più anziano. Il rapporto tra lei e la sua partner Lalamon dura da diversi anni. Anche se inizialmente non è forte come Masaru o Touma, Yoshino dimostra spesso abilità molto più che sufficienti nel suo lavoro. In passato ha avuto problemi con sé stessa a causa di alcune esperienze della sua infanzia, ma è riuscita a superarli grazie all'aiuto di Lalamon. È doppiata in originale da Yui Aragaki.
- Lalamon (ララモン?) è il Digimon partner di Yoshino Fujieda. È doppiata in originale da Yukana.
- Ikuto Noguchi (野口 イクト?, Noguchi Ikuto) Ikuto è un misterioso bambino di dieci anni che, anni prima dell'inizio della serie, si perse durante un incidente che coinvolgeva un varco digitale. Ikuto è stato cresciuto da un Digimon di nome Frigimon e a causa di questo crede di essere lui stesso un Digimon. Frigimon, però, fu uccisa in un massacro orchestrato dal malvagio scienziato di nome Akihiro Kurata e a causa della terrificante esperienza Ikuto inizia ad odiare tutti gli esseri umani. Tuttavia, la sua opinione inizia a cambiare quando apprende la verità sulle sue origini. Il suo Digimon partner è il suo amico d'infanzia Falcomon, il quale fa del suo meglio per aiutare Ikuto nei suoi primi approcci con l'umanità. Nel corso della storia, Ikuto svilupperà un profondo legame con Masaru che lo porterà a considerare il ragazzo come un fratello maggiore. È doppiato in originale da Rie Kugimiya.
- Falcomon (ファルコモン?) è il Digimon partner di Ikuto Noguchi. È doppiato in originale da Chie Kojiro.

## Digiworld
Il Digiworld di Digimon Savers è una dimensione parallela che, come nelle altre serie, si è formata a causa del continuo aumento delle reti di telecomunicazione globali. Anche se nella serie i protagonisti ne esplorano solo una porzione ristretta poiché la maggior parte dell'azione si svolge nel mondo reale, esso presenta diversi tipi di ambienti come un labirinto di tunnel sotterranei dove vive Drimogemon, uno stadio di ghiaccio, una foresta sorvegliata da Cherrymon, una gola in cui vivono MetalPhantomon e diversi Dokugumon, una casa abbandonata dove dimora Blossomon, l'Infinita Cresta di Ghiaccio, palazzo reale di Mercurimon, la Città Sacra trasportata da ElDoradimon ed un gigantesco albero dove vivono Yggdrasil ed i Cavalieri Reali. Digiworld si collega al mondo reale tramite dei varchi digitali, la maggior parte dei quali si apre accidentalmente. Per qualche ragione, infatti, la barriera che divide i due mondi è sul punto di collassare. Come affermato da Mercurimon, a Digiworld esiste una divinità onnipresente di nome Yggdrasil.

## Media

### Colonna sonora
Sigle originali
- Sigla di apertura: Gou-ing! Going! My Soul!! (lett. "In partenza! In partenza! La mia anima!!") (ep. 1-29)
  - Artista: Dynamite SHU
  - Testo: Tooru Hiruma
  - Composizione: POM
  - Arrangiamento: Cher Watanabe
- Sigla di apertura: Hirari (lett. "Delicatamente") (ep. 30-48)
  - Artista e Testo: Kōji Wada
  - Composizione: IKUO
  - Arrangiamento: SPM@
- Sigla di chiusura: One Star (lett. "Una stella") (ep. 1-24)
  - Artista: Yousuke Itou
  - Testo: Tomoko Sakakibara
  - Composizione: POM
  - Arrangiamento: Hiroaki Oono
- Sigla di chiusura: Ryuusei (lett. "Stella cadente") (ep. 25-47)
  - Artista: MiyuMiyu
  - Testo e Composizione: yukiko
  - Arrangiamento: Kazunori Miyake
- Sigla di chiusura: Gou-ing! Going! My Soul!! (lett. "In partenza! In partenza! La mia anima!!") (ep. 48)
  - Artista: Dynamite SHU
  - Testo: Tooru Hiruma
  - Composizione: POM
  - Arrangiamento: Cher Watanabe

Traccia d'intermezzo
- Believer (lett. "Colui che crede") (Traccia della Digievoluzione)
  - Artista: IKUO
  - Testo: Hiroshi Yamada
  - Composizione e arrangiamento: Michihiko Ohta

### Film

#### Digimon Savers THE MOVIE Kyūkyoku Pawā! Bāsuto Mōdo Hatsudō!!
Digimon Savers THE MOVIE Kyūkyoku Pawā! Bāsuto Mōdo Hatsudō!! (デジモンセイバーズ THE MOVIE 究極パワー！ バーストモード発動！?, Dejimon Saibāzu THE MOVIE - Kyūkyoku Pawā! Bāsuto Mōdo Hatsudou!!, lett. Digimon Savers THE MOVIE: Potere definitivo! Attivazione della Burst Mode!!) è il primo film collegato all'anime di Digimon Savers anche se non è considerato canonico nella continuity della serie. È inoltre il nono film dedicato all'universo di Digimon ed è stato distribuito in Giappone il 9 dicembre 2006.

#### Digimon Savers 3D - Digital World kiki ippatsu!
Digimon Savers 3D - Digital World kiki ippatsu! (デジモンセイバーズ3D デジタルワールド危機イッパツ！?, Dejimon Seibāzu 3D Dejitaru Wārudo Kiki Ippatsu!, lett. Digimon Savers 3D: Il Mondo Digitale in pericolo imminente!) è il decimo film dedicato all'universo di Digimon ed è stato distribuito in Giappone il 3 ottobre 2009.